# This Is Who We Are (single)
This Is Who We Are is een single van de Nederlandse band DI-RECT, afkomstig van hun gelijknamige comeback-album en uitgebracht op 23 april 2010. Het is tevens de leadsingle van dat album.

## Hitnoteringen

### Nederlandse Top 40
| Hitnotering van 24-04-2010 t/m 12-06-2010 | Hitnotering van 24-04-2010 t/m 12-06-2010 | Hitnotering van 24-04-2010 t/m 12-06-2010 | Hitnotering van 24-04-2010 t/m 12-06-2010 | Hitnotering van 24-04-2010 t/m 12-06-2010 | Hitnotering van 24-04-2010 t/m 12-06-2010 | Hitnotering van 24-04-2010 t/m 12-06-2010 | Hitnotering van 24-04-2010 t/m 12-06-2010 | Hitnotering van 24-04-2010 t/m 12-06-2010 | Hitnotering van 24-04-2010 t/m 12-06-2010 |
| Week                                      | 1                                         | 2                                         | 3                                         | 4                                         | 5                                         | 6                                         | 7                                         | 8                                         |                                           |
| ----------------------------------------- | ----------------------------------------- | ----------------------------------------- | ----------------------------------------- | ----------------------------------------- | ----------------------------------------- | ----------------------------------------- | ----------------------------------------- | ----------------------------------------- | ----------------------------------------- |
| Nummer                                    | 35                                        | 30                                        | 21                                        | 15                                        | 18                                        | 23                                        | 29                                        | 39                                        | uit                                       |

### NederlandseSingle Top 100
| Hitnotering van 01-05-2010 t/m 05-06-2010 | Hitnotering van 01-05-2010 t/m 05-06-2010 | Hitnotering van 01-05-2010 t/m 05-06-2010 | Hitnotering van 01-05-2010 t/m 05-06-2010 | Hitnotering van 01-05-2010 t/m 05-06-2010 | Hitnotering van 01-05-2010 t/m 05-06-2010 | Hitnotering van 01-05-2010 t/m 05-06-2010 | Hitnotering van 01-05-2010 t/m 05-06-2010 |
| Week                                      | 1                                         | 2                                         | 3                                         | 4                                         | 5                                         | 6                                         |                                           |
| ----------------------------------------- | ----------------------------------------- | ----------------------------------------- | ----------------------------------------- | ----------------------------------------- | ----------------------------------------- | ----------------------------------------- | ----------------------------------------- |
| Nummer                                    | 5                                         | 4                                         | 20                                        | 26                                        | 37                                        | 90                                        | uit                                       |

### NPO Radio 2 Top 2000
| Nummer met noteringen in de NPO Radio 2 Top 2000 | '14  | '15-'19 | '20  |
| ------------------------------------------------ | ---- | ------- | ---- |
| This Is Who We Are                               | 1982 | -       | 1738 |

1. ↑  Een '-' betekent dat het nummer niet was genoteerd en een vetgedrukt getal geeft de hoogste notering aan.
2. ↑  2014 was het eerste jaar met een notering voor dit nummer.
3. ↑  Deze tabel is bijgewerkt tot en met de laatste editie (2024).